# Naturschutzgebiet Forsthaus Prösa

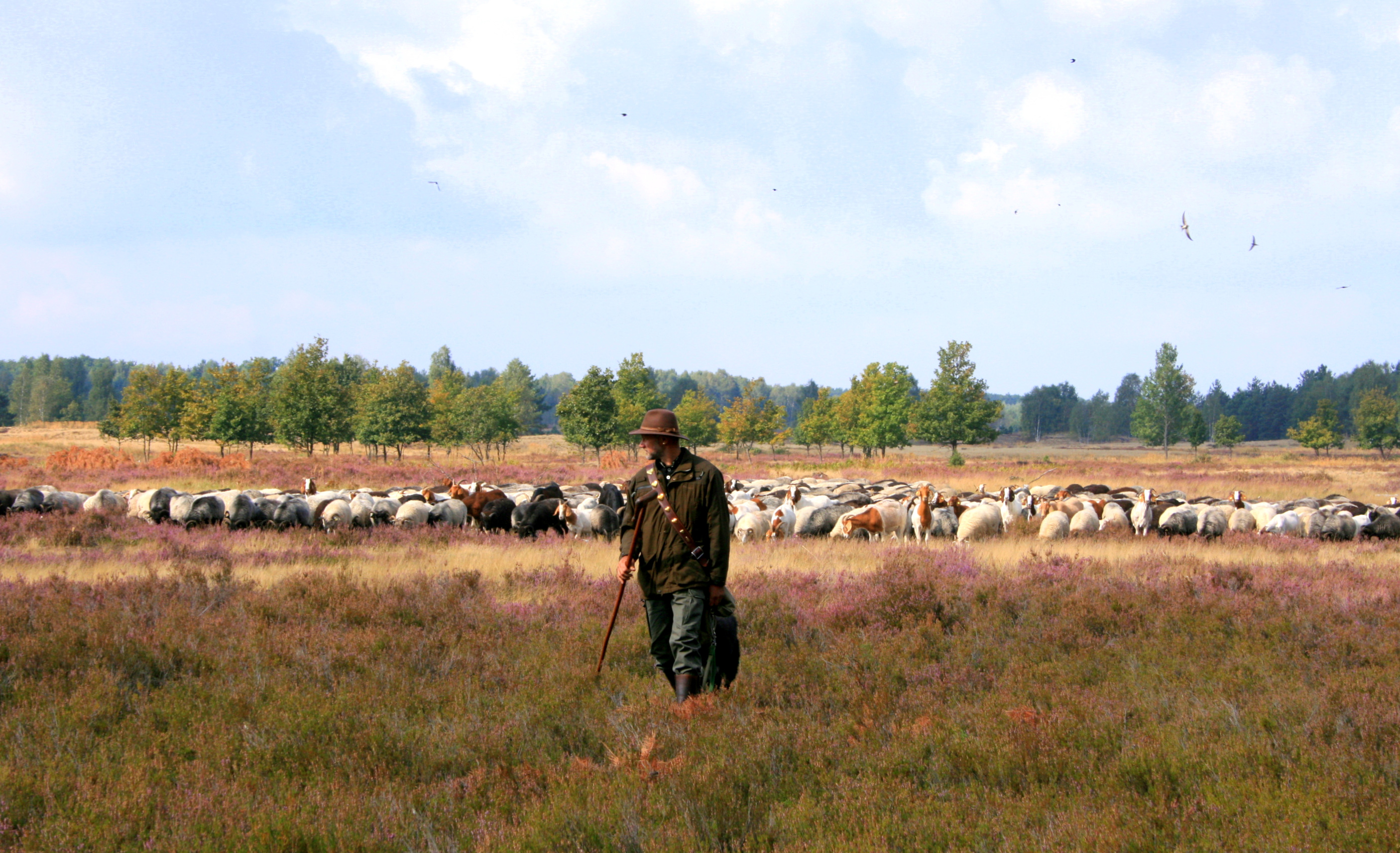
Heidepflege mit Schafen im Naturschutzgebiet „Forsthaus Prösa“ (2013)

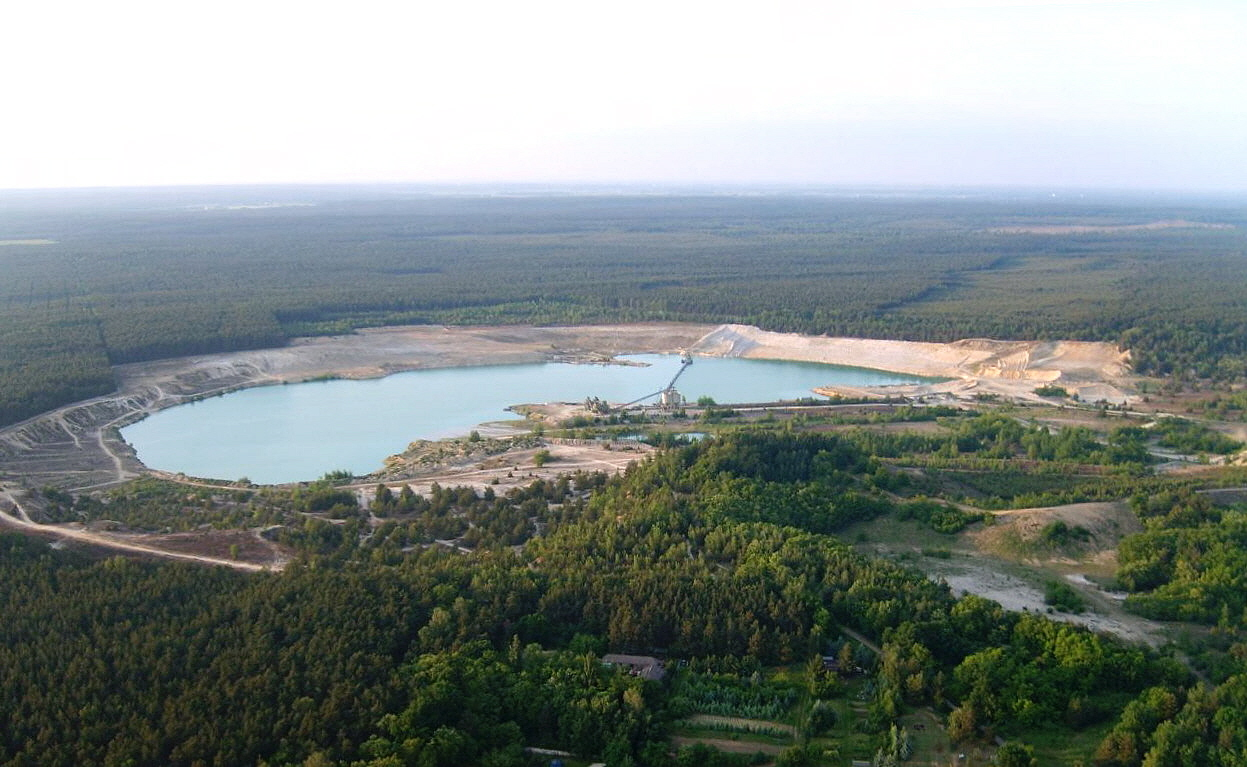
Die Haidaer Kiesgrube, dahinter erstreckt sich das Naturschutzgebiet „Forsthaus Prösa“.

Das Naturschutzgebiet „Forsthaus Prösa“ befindet sich etwa drei Kilometer nördlich von Elsterwerda inmitten der einstigen Liebenwerdaer Amtsheide im südbrandenburgischen Landkreis Elbe-Elster. Hier erstreckt sich einer der größten zusammenhängenden Traubeneichenwälder Mitteleuropas. Das Gebiet, welches als Truppenübungsplatz jahrzehntelang militärisches Sperrgebiet war, gilt als Kern des Naturpark Niederlausitzer Heidelandschaft, der eine Größe von 484 Quadratkilometer umfasst. Mit einer Fläche von 3.695 Hektar ist es das größte Naturschutzgebiet im Naturpark.

## Schutzzweck
Der Schutzzweck des Naturschutzgebietes „Forsthaus Prösa“ besteht in der Erhaltung und Entwicklung der großräumigen und zusammenhängenden ungestörten Waldgebiete, welche hier bereits seit dem Mittelalter bestehen, mit ihren durch die militärische Nutzung als Truppenübungsplatz entstandenen trockenen Offenlandflächen sowie den ebenfalls in das Schutzgebiet einbezogenen Gewässern und Feuchtgebieten mit ihren dort ansässigen seltenen und gefährdeten Tier- und Pflanzenarten.

## Fauna

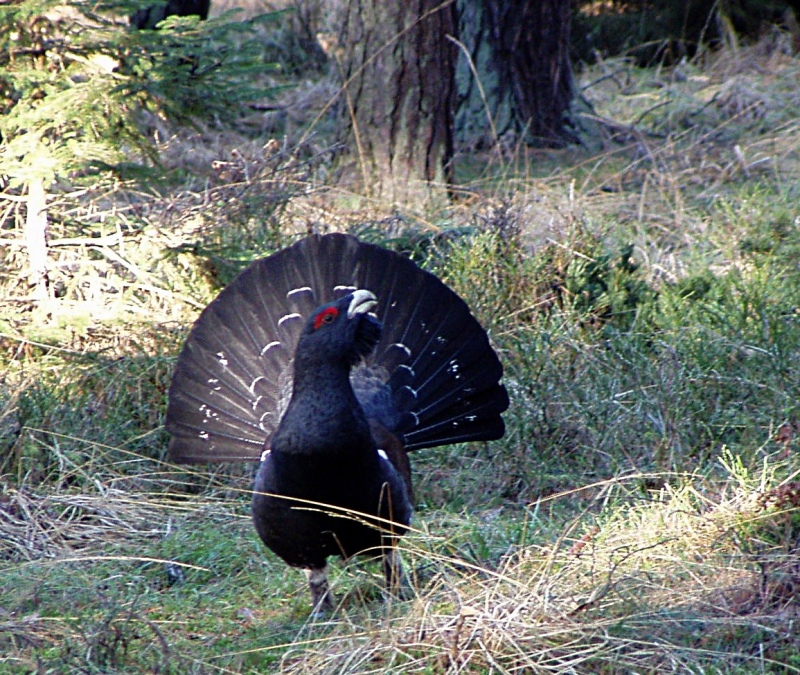
Auerhahn

Ideale Brutbedingungen bietet dieses Naturschutzgebiet gefährdeten Arten wie dem Schwarzstorch, dem Mittelspecht, der Hohltaube sowie ehemals dem Auerwild, welches sich hier bis in die 1980er Jahre erhalten konnte. Im Offenland haben Bodenbrüter wie Brachpieper, Grauammer, Steinschmätzer, Rebhuhn, Schafstelze, Wachtel und Ziegenmelker ihre Brutplätze. Erwähnenswerte Vorkommen gibt es auch vom Siebenschläfer, welcher auf der vom International Union for Conservation of Nature and Natural Resources (IUCN) herausgegebenen Roten Liste gefährdeter Tier- und Pflanzenarten als „gering gefährdet“ eingestuft ist und die im Gebiet vorkommenden Laubwälder als Lebensraum bevorzugt.
Unter den hier vorkommenden Insekten befinden sich zahlreiche Heuschreckenarten, wie der Kiesbank-Grashüpfer (Chorthippus pullus) und weitere trockenheitsliebende Wirbellose. Außerdem gibt es Vorkommen vom Hirschkäfer.

## Flora
Neben einem der größten zusammenhängenden Traubeneichenwälder Europas, der sich im Naturschutzgebiet erstreckt, haben sich durch die vormalige militärische Nutzung als Truppenübungsplatz vor allem Bestände von Sandtrockenrasen, Silbergrasfluren und Besenheide erhalten, welche so eine ausgeprägte Heidelandschaft bilden. Diese Landschaft wird durch das Beweiden mit Schafen gepflegt und erhalten.
Weitere auftretende seltene Pflanzenarten sind das Zwerg-Filzkraut und Vertreter der zur Familie der Süßgräser zählenden Gattung der Federschwingel. In den alten Waldstandorten prägen Heidel- und Preiselbeeren die Bodenvegetation.

## Geschichte

### „Truppenübungsplatz Bad Liebenwerda“

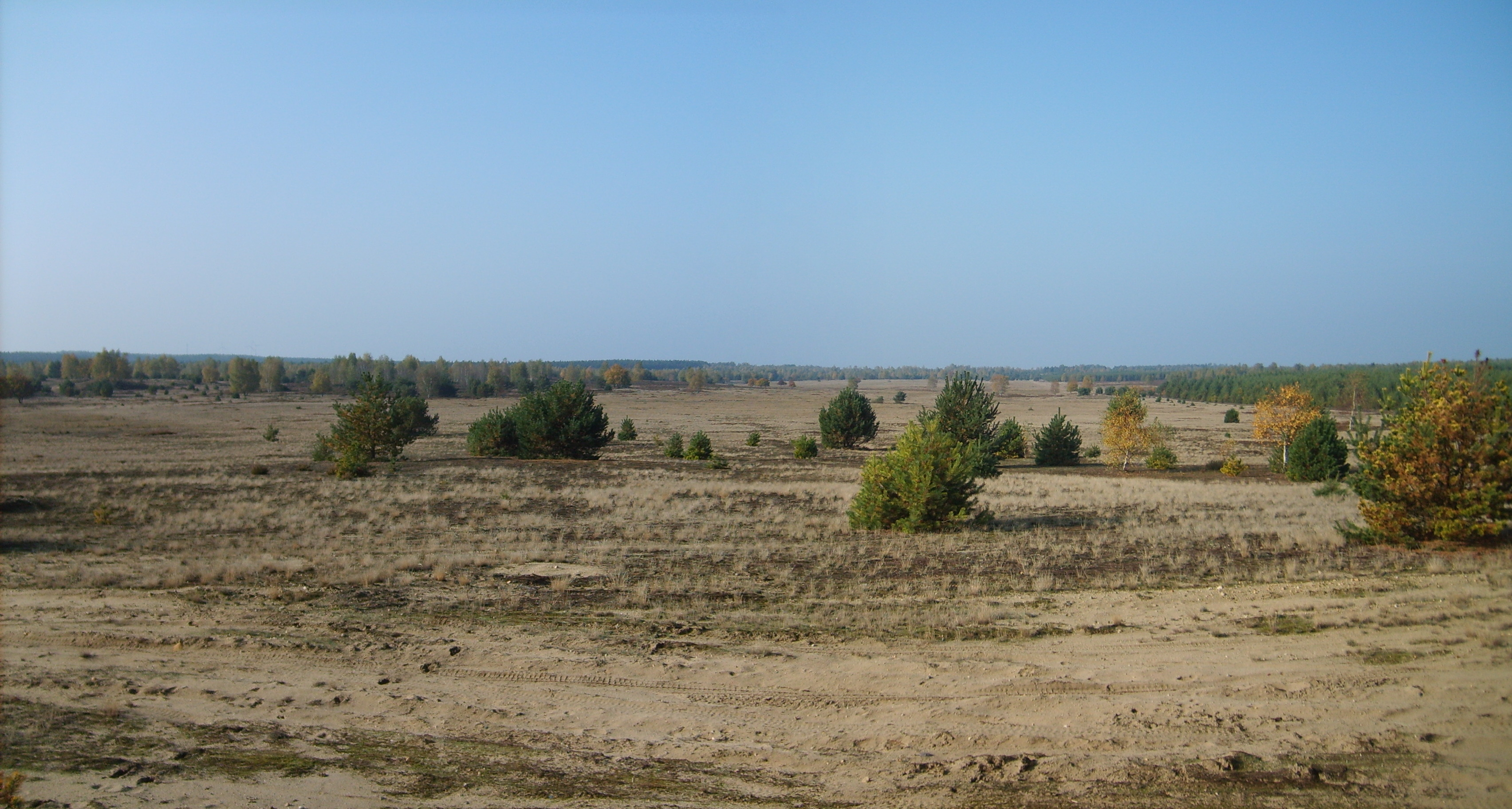
Ehemaliger Truppenübungsplatz Bad Liebenwerda

Ab 1960 wurden große Teile des Gebietes der alten Liebenwerdaer Amtsheide als Truppenübungsplatz der NVA genutzt. Erster Kommandant des TÜP war Karl Losse. Obwohl das Gelände, dessen Umgebung relativ dicht besiedelt ist, nicht gerade als ideal eingestuft wurde, begann man ab dem Frühjahr 1960 mit der Errichtung von Ausbildungsanlagen, da die größeren historisch gewachsenen Truppenübungsplätze in der DDR sich zum großen Teil in den Händen der sowjetischen Besatzungsmacht befanden. Die Anliegergemeinden wurden dabei kaum oder gar nicht zu Rate gezogen. Bis 1973 wurde das Gebiet zum Standortübungsplatz entwickelt. Ein erster Schießplatz wurde zwischen dem Turmberg und dem Punkt „Drei Eichen“ errichtet. Erster Nutzer war die Panzerschule Großenhain, deren Fahrzeuge das Gelände meist über Panzerstraßen von dort erreichten. Um Platz für weitere Schießplätze und Militäranlagen zu schaffen, wurde unter anderem ein etwa 10 Hektar großes Gebiet des Traubeneichenwaldes abgeholzt. Auch die Anlage von Fahrwegen und Trassen war meist mit starken Eingriffen in die Natur verbunden. Große Waldgebiete wurden aus Sicherheitsgründen und zum Schutz vor westlicher Spionage für die Bevölkerung gesperrt. Außerdem wurde auch die nahe gelegene alte Braunkohlengrube „Gotthold“ gesperrt, wo die Wasserausbildung für Pioniertruppen und Aufklärer stattfinden sollte. Wegen der geologischen Eigenheiten der Grube wurden diese Pläne aber nie umgesetzt. Bis 1990 befanden sich so etwa 3000 Hektar des Gebietes in militärischer Nutzung.
Ab dem Ende der 1970er Jahre erfolgte die Modernisierung der Ausbildungs- und Basisanlagen. Noch kurz vor der politischen Wende in der DDR sollte auf dem Gelände des Truppenübungsplatzes ein Komplexlager entstehen, welches das modernste seiner Art auf dem Gebiet der DDR werden sollte. Unter anderem war eine Dienststelle für dreihundert Personen vorgesehen. Die Erschließungsarbeiten sollten hauptsächlich durch das etwa achthundert Personen starke Seddiner Baupionierregiment vorgenommen werden. Schon ein Jahr später wurde dieses Projekt allerdings auf Eis gelegt.

### Entstehung des Naturschutzgebietes „Forsthaus Prösa“
Die 1988 in Helsinki stattfindenden Verhandlungen für friedensschaffende Maßnahmen zwischen den Staaten der NATO und denen des Warschauer Paktes bildeten den Auslöser für die Schaffung eines Naturschutzgebietes „Forsthaus Prösa“. Die Ergebnisse der Verhandlungen waren unter anderem, dass Truppenstärken reduziert und militärische Truppenübungsplätze einer zivilen Nutzung übergeben werden sollten. Dabei war auch ein Rückbau des Truppenübungsplatzes Bad Liebenwerda vorgesehen.
Im Dezember 1989 schrieben dreißig bekannte Naturschützer auf Anregung des ostdeutschen Theologen Hans-Peter Gensichen einen Brief an Hans Modrow und Helmut Kohl, damals Regierungschefs der beiden deutschen Staaten. Dieser beinhaltete unter anderem ein Zitat des Marburger Ökologen Hermann Remmert mit den Worten: „Der Naturschutz sollte auch jetzt schon seinen Anspruch auf hoffentlich einmal unnötig werdende Truppenübungsplätze erheben und sie als Nationalparks reservieren.“ aus dem 1988 erschienenen Buch „Naturschutz: ein Lesebuch, nicht nur für Planer, Politiker u. Polizisten, Publizisten u. Juristen.“
Auf Grund dieser Bemühungen gelang es schließlich, dass der Truppenübungsplatz Liebenwerda umgewandelt und als Landschaftsschutzgebiet ausgeschrieben werden sollte. Oberstleutnant Sigfried Welke, Kommandant des Truppenübungsplatzes erhielt Anfang 1990 den Auftrag zum Rückbau des Truppenübungsplatzes, was zu einem europaweit einmaligen Pilotprojekt werden und als Vorlage für die Umwandlung weiterer Truppenübungsplätze dienen sollte.
Kurze Zeit später beschäftigte sich der Grüne Runde Tisch des damaligen Kreises Bad Liebenwerda
mit der Zukunft der Flächen und im Mai 1990 wurde vom Umweltministerium der DDR eine Landschaftsplanung zum Naturpark Niederlausitzer Heidelandschaft unter Einbeziehung des Gebietes in Auftrag gegeben.
Nachdem das Bundesnaturschutzgesetz mit der deutschen Wiedervereinigung auch in den neuen Bundesländern in Kraft trat, wurde auf der am 4. Oktober 1990 stattfindenden Kreistagssitzung die Unterschutzstellung des Naturschutzgebietes „Forsthaus Prösa“ beschlossen.
Seit Mai 2008 gehört das Naturschutzgebiet zum „Nationalen Naturerbe“.